# 罗厉
罗厉（？—236年），三国东吴庐陵、南海山越首领。吴大帝嘉禾三年（234年）十一月，李桓、隨春、罗厉等在庐陵作乱，罗厉又在南海郡作乱。四年（235年）夏，孙权诏屯兵蒲圻的镇南将军吕岱督将军刘纂、唐咨等分部讨击。五年（236年）二月，李桓被昭义中郎将吾粲所获，罗厉等被唐咨所获，都被斩杀，传首都城建康。